# أمريكيون هندوراسيون
أمريكيون هندوراسيون (بالإسبانية: hondureño-americano, norteamericano de origen hondureño أو estadounidense de origen hondureño) هم أمريكيون من أصل هندوراسي كامل أو جزئي. الهندوراسيون هم ثامن أكبر مجموعة من ذوي الأصول الأسبانية في الولايات المتحدة وثالث أكبر مجموعة سكانية في أمريكا الوسطى، بعد السلفادوريين والغواتيماليين. يتركز الهندوراسيون في تكساس وفلوريدا وكاليفورنيا، وهم الآن أكبر مجموعة مهاجرة في لويزيانا.